# 12526 de Coninck
12526 de Coninck (1998 HZ147) là một tiểu hành tinh vành đai chính được phát hiện ngày 25 tháng 4 năm 1998 bởi E. W. Elst ở Đài thiên văn Nam Âu.